# Dobro Pole
Dobro Pole sau Dóbro Pólie (în macedoneană Добро Поле, în sârbă Добро Поље, în greacă Ντόμπρο Πόλε) este un vârf muntos situat în partea de sud a Republicii Macedonia la granița cu Grecia. 
Cele mai apropiate sate sunt Zoviḱ din comuna Novaci în regiunea Mariovo a Macedoniei și Prómachoi în Munții Voras din prefectura Pella din nordul Greciei. 
Bătălia de la Dobro Pole a fost purtată în jurul piscului Dobro Polul între 15 și 18 septembrie 1918.